# Dopatrium nudicaule
Dopatrium nudicaule är en grobladsväxtart som först beskrevs av Carl Ludwig von Willdenow, och fick sitt nu gällande namn av George Bentham. Dopatrium nudicaule ingår i släktet Dopatrium och familjen grobladsväxter. Inga underarter finns listade i Catalogue of Life.